# Michele Baranowicz
Michele Baranowicz (Mondovì, 5 de agosto de 1989) es un jugador profesional de voleibol italiano, juego de posición armador. 

## Palmarés

### Clubes
Copa Italia:
- 2006

Campeonato de Polonia:
- 2011

Campeonato de Italia:
- 2014

Supercopa de Italia:
- 2014

Challenge Cup:
- 2016

Supercopa de Turquía:
- 2018

### Selección nacional
Grand Champions Cup:
- 2013

Liga Mundial:
- 2014